# Popsie
Popsie var en svensk popgrupp som bildades 1992, och bestod av Cecilia Lind, Zandra Pettersson, Angelica Sanchez och Katarina Sundqvist. Åren 1997–1998 hade de stora framgångar på de svenska hitlistorna med singlar som "Single", "Joyful Life", "Latin Lover", "Rough Enough" och "24 Seven". Gruppen släppte ett album, Popsie, år 1998 och splittrades året därpå.

## Diskografi

### Album
- 1997 – Popsie

### Singlar
- 1997 – Latin Lover
- 1997 – Single
- 1998 – Joyful Life
- 1998 – Rough Enough
- 1997 – 24Seven